# Fraktion der Europäischen Volkspartei (Christdemokraten) und europäischer Demokraten/6. Legislaturperiode
Die folgende Liste enthält die an der Fraktion der Europäischen Volkspartei (Christdemokraten) und europäischer Demokraten in der 6. Legislaturperiode von 2004 bis 2009 beteiligten Parteien. Bei ihrer Konstituierung nach der Europawahl 2004 hatte die Fraktion 268 Mitglieder, zu Ende der Legislatur 288.
| Land                   | Name                                                          | MdEP |
| ---------------------- | ------------------------------------------------------------- | ---- |
| Belgien                | Christen-Democratisch en Vlaams                               | 3    |
| Belgien                | Nieuw-Vlaamse Alliantie                                       | 1    |
| Belgien                | Centre Démocrate Humaniste                                    | 1    |
| Belgien                | Christlich-Soziale Partei                                     | 1    |
| Bulgarien              | Graschdani sa Ewropejsko Raswitie na Balgarija                | 5    |
| Dänemark               | Det Konservative Folkeparti                                   | 1    |
| Estland                | Isamaaliit                                                    | 1    |
| Finnland               | Kansallinen Kokoomus                                          | 4    |
| Frankreich             | Union pour un mouvement populaire                             | 17   |
| Deutschland            | Christlich Demokratische Union Deutschlands                   | 40   |
| Deutschland            | Christlich-Soziale Union in Bayern                            | 9    |
| Griechenland           | Nea Dimokratia                                                | 11   |
| Irland                 | Fine Gael                                                     | 5    |
| Italien                | Forza Italia                                                  | 16   |
| Italien                | Unione dei Democratici Cristiani e Democratici di Centro      | 5    |
| Italien                | Popolari-Unione Democratici per l’Europa                      | 1    |
| Italien                | Partito Pensionati                                            | 1    |
| Italien                | Südtiroler Volkspartei                                        | 1    |
| Lettland               | Jaunais laiks                                                 | 2    |
| Lettland               | Tautas partija                                                | 1    |
| Litauen                | Tėvynės Sąjunga                                               | 2    |
| Luxemburg              | Christlich Soziale Volkspartei                                | 3    |
| Malta                  | Partit Nazzjonalista                                          | 2    |
| Niederlande            | Christen-Democratisch Appèl                                   | 7    |
| Österreich             | Österreichische Volkspartei                                   | 6    |
| Polen                  | Platforma Obywatelska                                         | 14   |
| Polen                  | Polskie Stronnictwo Ludowe                                    | 1    |
| Portugal               | Partido Social Democrata                                      | 7    |
| Portugal               | Centro Democrático e Social – Partido Popular                 | 2    |
| Rumänien               | Partidul Democrat                                             | 13   |
| Rumänien               | Partidul Liberal Democrat                                     | 3    |
| Rumänien               | Uniunea Democrată Maghiară din România                        | 2    |
| Rumänien               | Unabhängiger                                                  | 1    |
| Schweden               | Moderata samlingspartiet                                      | 4    |
| Schweden               | Kristdemokraterna                                             | 2    |
| Slowakei               | Kresťanskodemokratické hnutie                                 | 3    |
| Slowakei               | Slovenská demokratická a kresťanská únia                      | 3    |
| Slowakei               | Magyar Koalíció Pártja                                        | 2    |
| Slowenien              | Nova Slovenija                                                | 2    |
| Slowenien              | Slovenska demokratska stranka                                 | 2    |
| Spanien                | Partido Popular                                               | 24   |
| Tschechien             | Občanská demokratická strana                                  | 9    |
| Tschechien             | Evropští demokraté                                            | 1    |
| Tschechien             | Křesťanská a demokratická unie – Československá strana lidová | 2    |
| Tschechien             | SNK sdružení nezávislých                                      | 2    |
| Ungarn                 | Fidesz – Magyar Polgári Szövetség                             | 12   |
| Ungarn                 | Magyar Demokrata Fórum                                        | 1    |
| Vereinigtes Königreich | Conservative Party                                            | 27   |
| Vereinigtes Königreich | Ulster Unionist Party                                         | 1    |
| Zypern                 | Dimokratikos Synagermos                                       | 2    |
| Zypern                 | Gia tin Evropi                                                | 1    |